# Mina de San Gregorio
.
La Mina de San Gregorio se ubica en Minas de Corrales, Departamento de Rivera. Desde 1997, está destinada exclusivamente a la extracción de oro de sus yacimientos.
En Uruguay, el grupo Uruguay Mineral Exploration (UME) sustentado por fondos canadienses es la única compañía que se dedica a la explotación de oro.

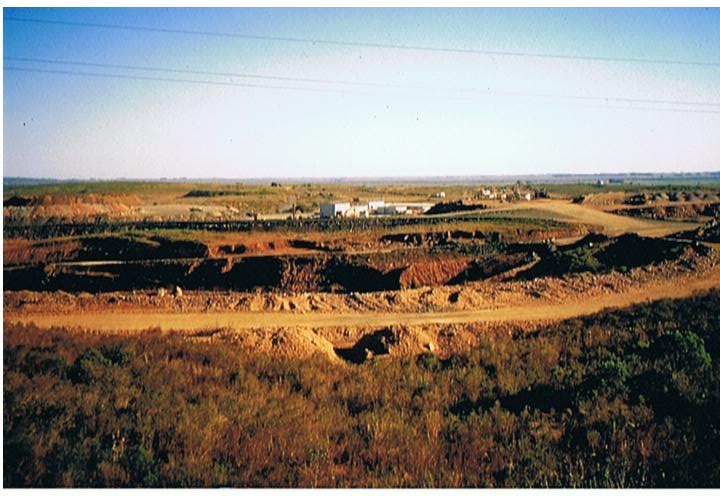
Minera de San Gregorio en Minas de Corrales

Si bien se han extraído grandes cantidades de metal de esta mina, la búsqueda constante de otros yacimientos cercanos a la misma es tarea en la que persisten los técnicos a cargo del funcionamiento y explotación del lugar.
En 2003 se detectó que las reservas de oro en la zona no eran suficientes por lo que se iniciaron trabajos de búsqueda con inversión de grandes capitales, encontrándose un nuevo yacimiento.
En el año 2004 el Ministerio de Vivienda, Ordenamiento Territorial y Medio Ambiente le adjudica a la Minera San Gregorio, en particular a UM, una autorización ambiental para emprender la explotación de la mina a cielo abierto.

## Proceso de extracción de oro
Las tareas para la obtención de oro no son sencillas, requieren de precisión, inversión de tiempo, capitales, y tecnología. Una vez que se extrae del pozo el material que contiene fundamentalmente roca y minerales, solamente un 3% contiene oro y es útil para su procesamiento.
Previo a la perforación, se realizan minuciosos análisis de laboratorio para determinar la existencia de oro en la roca y el porcentaje del mismo en la piedra. Luego de obtenido el producto fruto de la excavación, esté pasa por varias etapas en el laboratorio de química:
- Reducción: consiste en romper la roca para trabajar con porciones de material más pequeñas y poder realizar los procesos posteriores en el material extraído.
- Lixiviación: en esta etapa, se procede a extraer el metal de la roca, utilizando un solvente líquido.
- Adsorción: Es el método químico por el cual, se retiene una sustancia entre dos fases para obtenerse en la superficie de un sólido o líquido.
- Elección: Se seleccionan las mejores muestras, es decir aquellas que contienen mayor porcentaje de oro para fabricar los lingotes.

## Obtención del metal
Desde la extracción del material bruto hasta la obtención de oro puro, se calcula un promedio de veinticuatro horas, aproximadamente.
El producto final es un lingote de 20 kilogramos (mitad oro y mitad plata) que se refina en Suiza donde se purifica para cotizarse en el mercado internacional.
Uno de los problemas más importantes en lo referente a la obtención de oro, radica en que su extracción se realiza utilizando cianuro en el proceso industrial. Esto acarrea ciertos inconvenientes dado que el cianuro es altamente tóxico ya sea por ingestión, inhalación o contacto directo con la piel.